# 曼斯费尔德-南哈茨县
曼斯费尔德-南哈茨县（Landkreis Mansfeld-Südharz）是德国萨克森-安哈尔特州的一个县，由曼斯费尔德地区县和桑格豪森县于2007年7月1日合并而成，首府桑格豪森。